# Fajãzinha (Portugal)
Fajãzinha es una freguesia portuguesa perteneciente al municipio de Lajes das Flores, situada en la isla de Flores, Región Autónoma de Azores. Posee un área de 6,21 km² y una población total de 105 habitantes (2001). La densidad poblacional asciende a 16,9 hab/km².
- Datos: Q1019383
- Multimedia: Fajãzinha / Q1019383

1. ↑  Worldpostalcodes.org,código postal n.º 9960-440.